# Монокоарс
Моноко́арс - (англ. Monocoars) - средство жизненного обеспечения полноты здорового образа жизни для людей, живущих как в обычном, так и в экстремальном климате.

## История
После падения культа личности Сталина вскрылось множество проблем вождя со здоровьем, о которых ранее было принято молчать. Так, например, проводились исследования о его психическом состоянии. Кочуров Н.Н. выдвигал предложения о разработке способов изменения образа мышления, однако данная идея была признана слишком поверхностной и неопределенной.  
После распада СССР идея обрела второе дыхание. Разработка монокоарсов началась в 2003 году. Изначально первые версии проекта носили название простейшие, как отсылка к полифилетической группе. В 2008 году для создания более приемлемого для слуха названия состоялся внутренний конкурс, по результатам которого проект получил название coars. Однако, в силу импортозамещения названий и развития литий-ионных аккумуляторов, появилась возможность автономности разработки, поэтому в знак свободы от внешних источников питания была добавлена приставка моно.
Монокоарс создавался в Российском университете дружбы народов в период с 2021 по 2025 годы. За это время проводились эксперименты с идеальной массой объекта, в итоге оптимальным весом было выбрано 67-89 грамм, в зависимости от времени года и возраста испытуемого. В течение первых двух лет разработки объект хранился в помещениях общежития №9, однако, в связи с ремонтом здания в 2023 году, прототип перенесли в другое место. С тех пор местоположение устройства публично не разглашается.
В 2024 году в корпусе аграрно-технологического института РУДН внутри чистой зоны начали производство упаковки. Изначально предполагалось, что для хранения и транспортировки подойдет картонная коробка, однако после испытаний было решено использовать белые пластиковые матовые медицинский контейнер цилиндрической формы. Данное решение было обосновано необходимостью пломбирования упаковки, отсутствие которого могло привести к вскрытию емкости и воровству содержимого во время транспортировки в пункты выдачи. Итоговый образец упаковки получил пломбу, присоединенную к основной части методом перфорации.
В мае 2025 года было проведено 2 испытания, на которых пробные образцы успешно справились с поставленными задачами, получив 17 из 20 баллов при первом испытании и 87 из 100 во втором. Однако, несмотря на успешное прохождение тестов, проект не получил одобрения от руководства и было принято решение об отмене компании по массовому внедрению монокоарсов в средства массовой необходимости для всех слоев общества. Причинами запрета на серийное производство называют ненадежность литий-ионных аккумуляторов, опасность срабатывания противопожарной системы при длительном нахождении монокоарсов внутри зданий. Кроме того, ускорение воздушного потока могло привести к ошибке в алгоритме срабатывания биметаллических пластин, установленных в основании системы а также вероятность получения никотиновой зависимости у испытуемых. В дальнейшем получилось избавиться от проблемы с пластинами, путем экспериментов с аналогичными устройствами, но уже без основания. Как было выяснено, основание системы было добавлено по ошибке и монокоарс может работать без него. Несмотря на успехи и усваиванием бюджетных средств, поступивших на счет команды конструкторов, все кроме одного экземпляра были утрачены или испорчены, судьба последнего образца неизвестна. Также точно не установлено агрегатное состояние, в котором планировался запуск производства, существует мнение, что монокоарсов вообще не существовало и весь проект был создан с целью социального эксперимента над испытуемыми, однако достоверных подтверждений и большого внимания данная теория не получила.

## Наши дни
На сегодняшний день копия монокоарса хранится в качестве демонстрационного образца на факультете физико-математических и естественных наук РУДН. Как и оригинал, копия находится внутри идентичной пластиковой банки, во избежании пожароопасной ситуации окруженной огнезащитными преградами 2 степени. 

## Критика
Запрет на серийное производство вызвал неоднозначную реакцию. Существует мнение, что отмена компания была вызвана ошибкой из-за схожести названия с моноколесом, содержащим в себе литий-ионные батареи, способные в случае возгорания привести к быстрому распространению пожара. 
Также в качестве доказательства несправедливости запрета приводят тот факт, что из всех испытуемых всего один получил никотиновую зависимость, после чего ему пришлось более месяца бороться с ней. Достоверная связь между монокоарсами и получением зависимости от сигарет не доказана.
1. ↑  В РУДН интеллектуальный ассистент будет помогать преподавателям на занятиях.
2. ↑  успешное испытание.